# J. & E. Riggin
Le J. & E. Riggin est une goélette à deux mâts amarrée à Rockland, dans le Maine. C'est un windjammer du Maine, au service du tourisme. Construite en 1927 à Dorchester (comté de Cumberland) dans le New Jersey, elle fait partie d'un petit nombre de goélettes à deux mâts survivantes, autrefois l'un des voiliers les plus courants dans les eaux nord-américaines. Maintenant basée à Rockland, dans le Maine, elle  offre des croisières à la voile aux touristes.
Elle a été en inscrite au registre national des lieux historiques le 4 décembre 1991  et déclarée monument historique national le 4 décembre 1992.

## Historique
Le navire a été construit en 1927 au chantier naval de Dorchester dans le New Jersey. C'est une goélette à deux mâts et à voile aurique avec des côtés bas et une élégante proue de clipper, utilisant un petit remorqueur pour manœuvrer le navire sur et hors du quai.

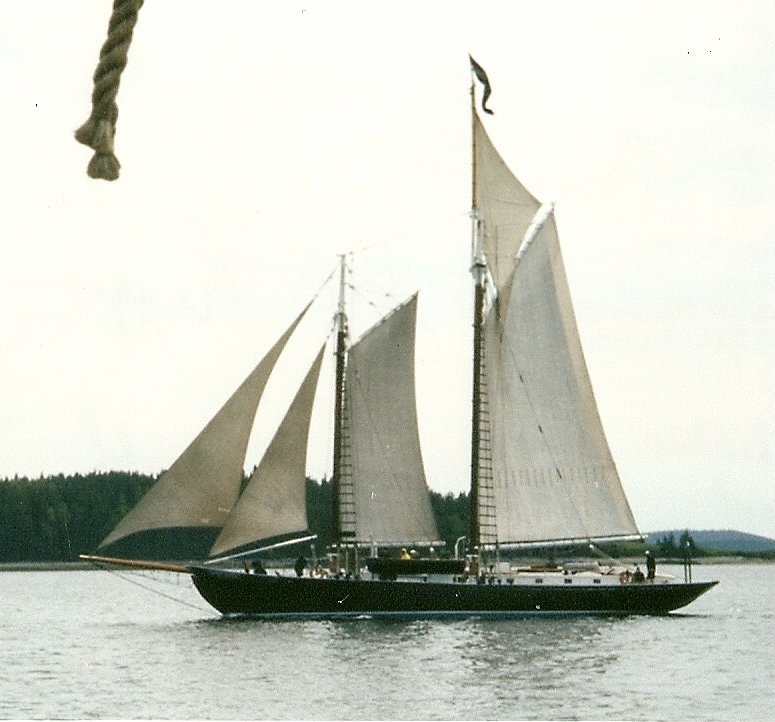
J. & E. Riggin en 2007

Charles Riggin l'a fait construire pour sa flotte de goélettes à huîtres de dragage et l'a nommée d'après ses fils, Jacob et Edward. Ils l'ont tous commandée à un moment ou à un autre dans la baie de la Delaware. Elle a toujours été connue comme un navire aérien rapide et léger et sa vitesse a été prouvée en 1929 lorsqu'elle a remporté haut la main la seule course officielle de dragage d'huîtres dans la baie. Elle a été utilisée pour le dragage des huîtres jusque dans les années 1940, lorsque la réglementation de la pêche a changé. La famille Riggin l'a vendue et elle a été convertie pour pêcher le poisson de fond et le maquereau à Cap Cod et Long Island Sound.
Au début des années 1970, elle a été achetée par Dave et Sue Allen et convertie en navire à passagers, ce qu'elle est encore actuellement. Son moteur a été retiré et des cabines ont été ajoutées en dessous pour créer de l'espace pour les invités.

## Actuel
J. & E. Riggin fait partie de la flotte Maine Windjammer et membre de la Maine Windjammer Association, transportant 22 vacanciers et écotouristes lors de voyages en voilier de 1, 2, 3, 4 et 6 nuits dans la baie de Penobscot. Son port d'attache est Rockland  et ses terrains de navigation vont du port de Boothbay à Bar Harbor dans le Maine.